# 庞庄水库
庞庄水库是中国山西省晋中市太谷县境内的一座水库，位于乌马河上，建于1974年。水库正常库容为978万立方米，集雨面积为278平方千米，海拔为923米。